# يحيى الغزال
يحيى بن الحكم البكري الجياني (156 هـ - 250 هـ) الشهير بلقب يحيى الغزال، هو شاعر أندلسي عاصر خمسة أمراء للدّولة الأموية في الأندلس، وبرع في شعر الغزل والحكمة. وقد سمي بالغزال لجماله وظرفه وتأنقه.
تأثر يحيى الغزال بشعر أبي نواس وأبي تمام. كما كان على دراية ببعض علم الفلك والتنجيم.
في عام 225 هـ، كلفه الأمير عبد الرحمن الأوسط بسفارة إلى بلاط الإمبراطور البيزنطي ثيوفيلوس ردًا على سفارة كان الإمبراطور أرسلها لطلب ود عبد الرحمن. كما أرسله عبد الرحمن في سفارة أخرى إلى بلاط هوريك الأول ملك النورمان في رحلة عاد منها بعد عشرين شهرًا عام 232 هـ. وحدث أن هجا يحيى الغزال زرياب بشعر، فاشتكاه زرياب للأمير عبد الرحمن، فأمر بنفيه من الأندلس، فرحل إلى العراق، وتجول في المشرق لفترة، حتى سمح له الأمير بالعودة.
ومن شعره في الحكمة، قوله:
توفي الغزال سنة 250 هـ / 860م.